# Північна Осетія
Респу́бліка Півні́чна Осе́тія — Ала́нія (рос. Республика Северная Осетия — Алания, ос. Республикæ Цæгат Ирыстон — Алани) — суб'єкт Російської Федерації, входить до складу Північно-Кавказького федерального округу.
Столиця — місто Владикавказ. Межує з Кабардино-Балкарією на заході, Ставропольським краєм на півночі, Чеченською Республікою на північному сході, Інгушетією на сході, Грузією на півдні. Утворена 7 липня 1924 року.

## Географія
Південь Північної Осетії зайнятий Головним, або Вододільним, і Бічним хребтами, що піднімаються вище 4000 м (г. Джимара, 4780 м — вища точка республіки; Уїлпата — 4649 м; Теплій — 4431 м), розділеними поздовжньою долиною, що складається з 3 улоговин: Закинської, Зарамагської і Верхнедигорської. Передові хребти (Скелястий та ін.) — типові куести. Центральна частина республіки зайнята Осетинською похилою рівниною; до півночі від неї розташовані низькогірські хребти — Сунженський і Терський, а за ними — Моздоцька рівнина (частина Терсько-Кумської низовини).

### Корисні копалини
Поліметалеві руди, будматеріали, доломіти, джерела мінеральних вод.

### Клімат
Клімат помірно континентальний. На Моздоцькій рівнині — посушливий, часті суховії; середня температура січня −4,3 °C, липня +24 °C; опадів 400—450 мм на рік. На Осетинській рівнині середня температура січня −4 °C, липня +20 °C; опадів 600—800 мм на рік. Безморозний період на рівнинній території до 190 діб, сума активних температур перевищує 3000 °C. На висоті 2000 м тривалість безморозного періоду 100 діб, а сума температур вище 10 °C — близько 1000 °C. Площа сучасного заледеніння — 152 км², найважливіші льодовики — Караугом і Цейський.

### Гідрографія
Річки відносяться до басейну Тереку. Найбільші — Терек (110 км у межах Північної Осетії), Урух (верхня і середня течії), Ардон, Фіагдон, Гізельдон мають льодовиково-снігове живлення: повіддя навесні й на початку літа. Для річок Урсдон (Біла), Камбиліївка, Сунжа (верхня течія), що беруть початок у смузі куест, характерні літні дощові паводки.

## Історія

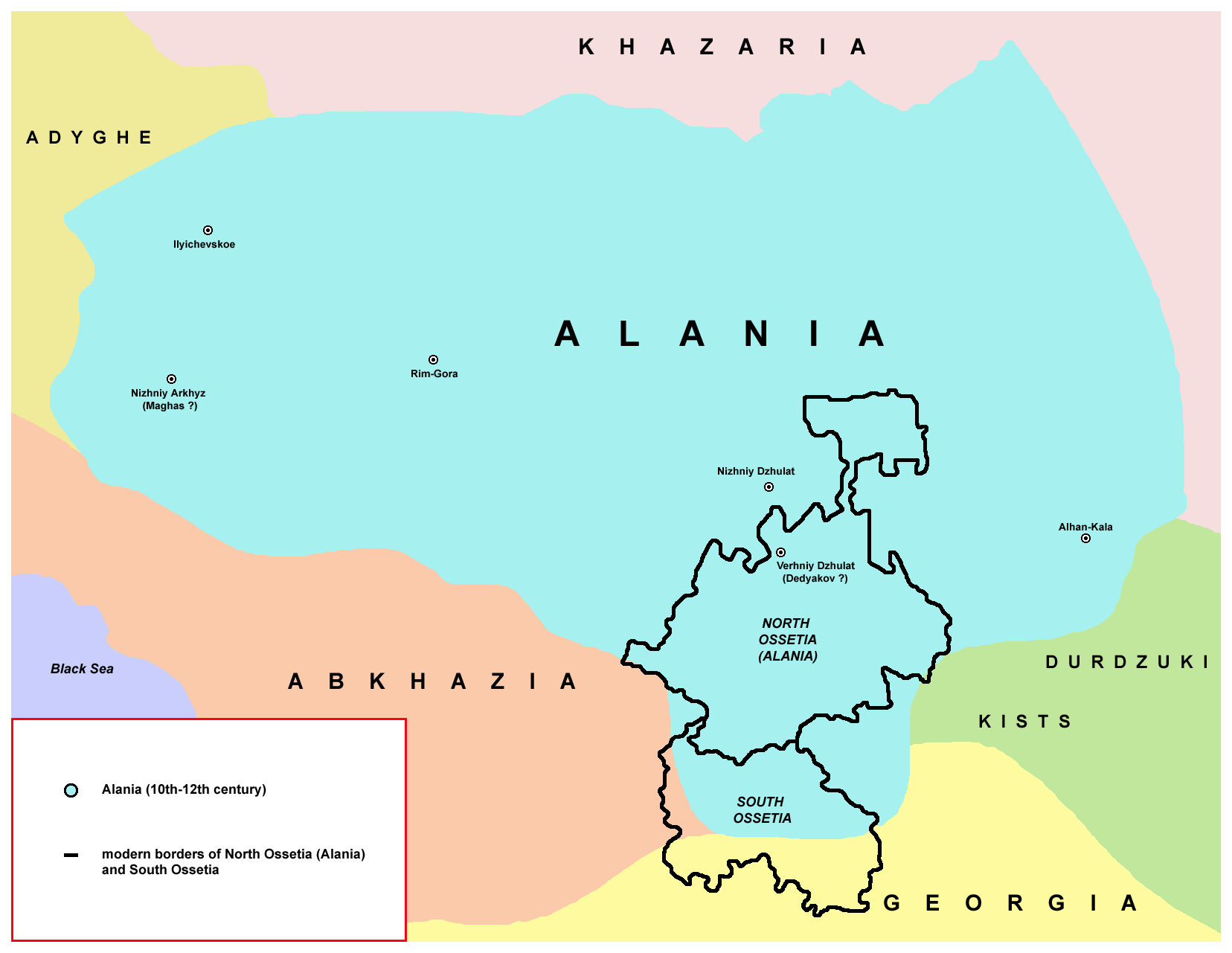

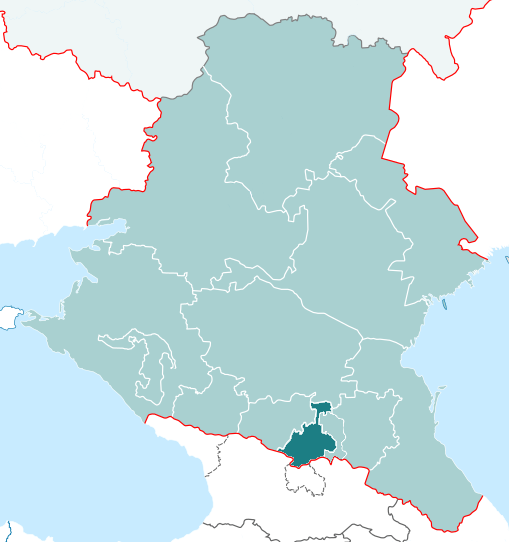
Північна Осетія на мапі Південного федерального округу

За царя Урдура в ХІ столітті Осетія досягла могутності. Вона мала дипломатичні відносини з Візантією, Грузинським царством та мала багатолюдну столицю Магас. У XII столітті Аланія вступила в епоху феодальної роздробленості і фактично розділилася на ворогуючі князівства. У 1238 році монголи розпочали завоювання Аланії. Рівнинна частина Аланії була розорена та пограбована, а міста спалені. Незважаючи на те, що рівнина частина Аланії впала під атакою монголів, частина алан у гірських районах продовжили опір. У 1277 році Менгу-Тимур здійснив експедицію проти аланських повстанців у Дедякові, який знаходився на території сучасного  Владикавказу.
Осетинські території були в числі перших на Північному Кавказі приєднані до Російської Імперії (в 1774). Владикавказ став першою російською фортецею в регіоні (заснований в 1784).
В 1921 Осетія стала частиною Горської Радянської Республіки, одержала статус автономної області в 1924 й в 1936 була перетворена в Північно-Осетинську Автономну Радянську Соціалістичну Республіку.
У складі Грузинської РСР в 1922 році була створена Південно-Осетинська Автономна Область, у яку ввійшли території, частково заселені осетинами.
В березні 1925 року, на п'ятому з'їзді Рад робітничо-селянських депутатів Північно-Осетинської автономної області, було ухвалено рішення: «Здійснити об'єднання Південної та Північної Осетії в межах Радянської Соціалістичної Республіки Грузія». Головна причина такого рішення очевидна: у Грузії небезпека денаціоналізації осетинів була меншою, ніж у Російській Федерації.
Під час Другої світової війни на території республіки проходили запеклі бої, більша частина (північ і захід) Північної Осетії була окупована. Німецькі війська були зупинені на підступах до Орджонікідзе (Владикавказу) в 1942 році.
До 1944 східна частина сучасного Пригородного району Північної Осетії входила до складу Чечено-Інгуської АРСР. Після депортації інгушів у Казахстан ця територія відійшла до Північної Осетії й була в примусовому порядку заселена осетинами з інших районів Осетії.
Після розвалу СРСР Південна Осетія проголосила свою незалежність, що було визнано лише Росією, Нікарагуа та деякими самопроголошеними державами.

## Населення
За Переписом 1926 року в Північно-Осетинській АО серед загального населення з 152 254 осіб налічувалося 128 321 осетинів, 10 301 українців та 10 063 росіян. Сучасне населення — 704,4 тисяч (2005). Густота населення — 88,1 осіб/км² (2005), питома вага міського населення — 65,4 % (2005).
Республіка є одним із найбільш густонаселених суб'єктів РФ. Реальна густота населення в місцях проживання основної частини населення становить понад 140 осіб/км². Половина населення республіки (48 %) проживає у Владикавказі.

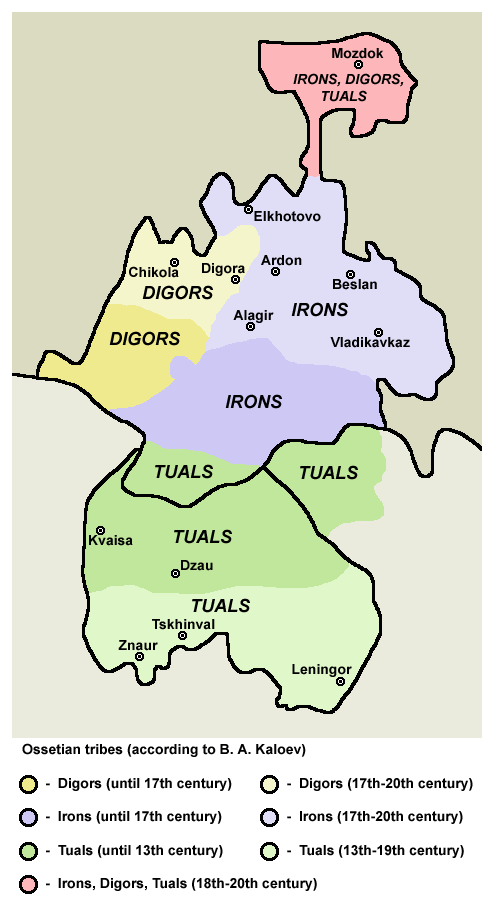

Основними релігіями є православ'я та іслам.
| Народ                                         | Чисельність, 2002, тис. |
| --------------------------------------------- | ----------------------- |
| Осетини                                       | 445,3 (62,7 %)          |
| Росіяни                                       | 164,7 (23,2 %)          |
| Інгуші                                        | 21,4 (3,0 %)            |
| Вірмени                                       | 17,1 (2,4 %)            |
| Кумики                                        | 12,7 (1,8 %)            |
| Грузини                                       | 10,8 (1,5 %)            |
| Українці                                      | 5,2                     |
| Чеченці                                       | 3,4                     |
| Кабардинці                                    | 2,8                     |
| Турки                                         | 2,8                     |
| показані народи з чисельністю понад 1000 осіб |                         |

### Населені пункти
| Пункт         | Населення   |
| ------------- | ----------- |
| Владикавказ   | 313,8       |
| Моздок        | 40,8        |
| Беслан        | 35,8        |
| Алагир        | 19,9        |
| Ардон         | 16,9        |
| Заводський    | 15,0        |
| Ельхотово     | 12,2 (2003) |
| Ногір         | 11,3 (2003) |
| Сунжа         | 11,3 (2003) |
| Дігора        | 11,2        |
| Октябрське    | 10,6 (2003) |
| Михайловське  | 10,3 (2003) |
| Чермен        | 8,4 (2003)  |
| Кізляр        | 8,4 (2003)  |
| Архонська     | 7,9 (2003)  |
| Камбілеєвське | 7,6 (2003)  |
| Гізель        | 7,1 (2003)  |
| Чикола        | 7,0 (2003)  |
| Змейська      | 6,4 (2003)  |
| Павлодольська | 5,7 (2003)  |
| Луковська     | 5,2 (2003)  |
| Майське       | 5,1 (2003)  |

## Адміністративно-територіальний поділ
| Район               | Адміністративний центр | Чисельність населення, тис. осіб (2005) | Площа, тис. км² | Густота населення |
| Алагирський район   | м. Алагир              | 36,6                                    | 2,01            | 18,2              |
| Ардонський район    | м. Ардон               | 27,9                                    | 0,36            | 77,5              |
| Дігорський район    | м. Дігора              | 20,4                                    | 0,64            | 31,9              |
| Ірафський район     | с. Чикола              | 15,4                                    | 1,37            | 11,2              |
| Кіровський район    | с. Ельхотово           | 26,9                                    | 0,36            | 74,7              |
| Моздоцький район    | м. Моздок              | 87,6                                    | 1,08            | 81,1              |
| Правобережний район | м. Беслан              | 55,6                                    | 0,38            | 146,3             |
| Пригородний район   | с. Октябрське          | 102,3                                   | 1,46            | 70,0              |

## Економіка
Північна Осетія є регіоном, бюджет якого дотується з федерального бюджету Росії.
Основні галузі промисловості: кольорова металургія (завод «Електроцинк», належить компанія «УГМК»), машинобудування, гірничодобувна (руди кольорових металів, будматеріали), легка, скляна й фарфоро-фаянсова, харчова.
Основні інвестиційні проекти в республіці:
- будівництво гірськолижного курорту «Мамісон» (довжина трас 120 км, загальний обсяг інвестицій — 15,3 млрд руб.);
- будівництво цементного заводу потужністю 1,5 млн т на рік (очікуваний інвестор — компанія «УГМК»);
- створення мережі ГЕС на малих річках (орієнтовна сума інвестицій — до 200 млн євро).

## Державний устрій

### Голова республікиабоПрезидент
20 травня 2005 парламент Північної Осетії вніс зміни в республіканську конституцію, що передбачають перейменування поста президента Північної Осетії в посаду голови республіки.
Ініціатором внесення виправлень стала фракція «Єдина Росія». Ідею про скасування в Північній Осетії інституту президентства висунув секретар політради республіканського відділення цієї партії Таймураз Мамсуров (він же голова парламенту республіки).
Прийнята поправка не стосувалася президента Північної Осетії Олександра Дзасохова, який до закінчення терміну своїх повноважень міг називатися президентом (хоча практика іменування його «головою республіки» устоялася до ухвалення офіційного рішення з цього питання).
На початку червня 2015 року Путін В. В. призначив головою республіки Тамерлана Агузарова

## Національно-культурні об'єднання в Північній Осетії
У Північній Осетії діє більше десятка активних національно-культурних суспільств. Основними цілями національних об'єднань є залучення до етнічної культури, зміцнення міжетнічної згоди і дружби між народами Північної Осетії зокрема і Росії в цілому.

## Беслан— трагедія й наслідки
Конфлікт між Росією й сепаратистськи налаштованою Чечнею в 1990-i роки й на початку XXI століття став причиною здійснення на території Північної Осетії декількох великих терористичних актів, які можна розглядати, по-перше, як помста російським військовослужбовцям (на території республіки розміщено багато органів керування російської армії, аеродроми й тилові бази, задіяні в ході бойових дій у Чечні), по-друге, як помста патріотично (проросійськи) настроєному населенню Північної Осетії, і по-третє, як спроба роздути затихлий осетино-інгуський конфлікт і відволікти увагу федерального центру від Чечні.
Особливо жорстоким і з великою кількістю жертв стало захоплення 1 вересня 2004 року групою бойовиків понад 1300 заручників у будинку школи № 1 у Бесланi. У результаті теракту загинуло близько 350 осіб, половина з них — діти. Понад 500 осіб було поранено. Цей теракт привів до серйозних політичних наслідків не тільки для республіки, але й для Росії в цілому.

## Уродженці
- Баграєв Созур Курманович — осетинський радянський поет.
- Кануков Джамбулат Батгириєвич— командир авіаційного полку УГА та Дієвої армії УНР.
- Тедеєв Казбек Єлканович — український прокурор та громадський діяч осетинського походження[10].